# Mutius Aloys Ottow
Mutius Aloys Ottow, né le 15 décembre 1809 à Kalisch et mort le 13 mai 1884 à Berlin, est un fonctionnaire et homme politique prussien, membre du Parlement de Francfort de 1848 à 1849.

## Biographie
Ottow est né le 15 décembre 1809 à Kalisch dans le duché de Varsovie. Après des études de droit à l'université de Breslau, où il est membre du Corps Silesia (de), de 1828 à 1831, il entre dans l'administration judiciaire prussienne en 1831. Il est alors assesseur à la cour d'appel provinciale (Oberlandesgericht) de Breslau, puis de Frankenstein et Trebnitz en Silésie. Par la suite, il travaille au tribunal provincial et municipal (Land- und Stadtgericht) de Neumarkt comme assesseur budgétaire de 1843 à 1844 puis conseiller de 1844 à 1847. En 1847, il est muté à Labiau dans la province de Prusse où il exerce les fonctions de directeur du tribunal provincial et municipal et de conseiller judiciaire d'arrondissement (Kreisjustizrat).
En 1848, il est élu député au Parlement de Francfort dans la 18e circonscription de la province de Prusse, représentant l'arrondissement de Labiau. Il prend ses fonctions le 19 mai et rejoint la fraction Casino (centre-droit). En mars 1849, il vote pour l'élection du roi de Prusse Frédéric-Guillaume IV comme empereur des Allemands, avant de quitter l'assemblée le 31 mai. Il est l'auteur de différents écrits politiques, littéraires ou historiques, dont Die Grundrechte des deutschen Volkes nebst den Entwürfen zu den Gesetzen und Hinweisungen auf andere Verfassungen (« Les droits fondamentaux du peuple allemand avec les ébauches des lois et remarques sur les autres constitutions ») publié à Francfort-sur-le-Main en 1849.
En 1850, il est nommé directeur du tribunal d'arrondissement (Kreisgericht), d'abord à Labiau puis, en 1851, à Landeshut et, en 1874, à Hirschberg en Silésie, où il entre plus tard au conseil municipal. En 1879, il reçoit le titre de conseiller privé de justice (Geheimer Justizrat) et prend sa retraite. En parallèle, il est membre de la Chambre des représentants de Prusse à trois reprises de 1859 à 1866, de 1873 à 1879 et en 1882, siégeant successivement avec la fraction von Vincke (1859-1861), la droite (1862), l'association parlementaire libre (1863), le centre-gauche (1863-1866), les nationaux-libéraux (1873-1879) et l'Union libérale (1882). Il meurt le 13 mai 1884 à Berlin, à 74 ans.